# Pieter Oosterhuis
Pieter Haatje Pieterszoon Oosterhuis (Groningen, 20 januari 1816 – Amsterdam, 8 juni 1885) was een Nederlands pionier van de fotografie. Hij maakte veel stadsgezichten van Amsterdam, maar ook industriebeelden van waterbouwkundige werken en bruggen.

## Leven en werk

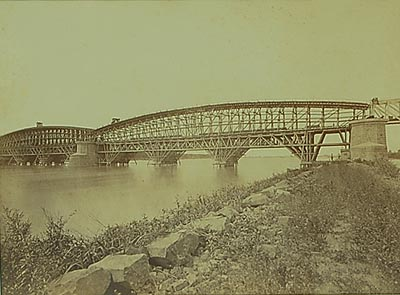
Aanbouw Dr. W. Hupkesbrug, 1869

Oosterhuis werd opgeleid als kunstschilder door zijn vader, Haatje Pieters Oosterhuis (1784–1854), maar in 1851 vestigde hij zich als daguerreotypie-fotograaf. Hij opende een fotoatelier aan de Amsterdamse Achterburgwal en korte tijd later aan de Voorburgwal, bij het Spui. 
Aanvankelijk maakte Oosterhuis vooral portretten, maar eind jaren 1850 begon hij, als een eerste in Nederland, met het maken van stereofoto's en stadsgezichten voor de commerciële verkoop. In de jaren 1860 werkte hij daartoe samen met fotograaf Dirk Niekerk (1824-1881), met wie hij in 1864 een gezamenlijk atelier opende aan de Plantage Middenlaan. Later maakte Oosterhuis ook naam met opnames van waterbouwkundige werken en bruggen, die hij maakte in opdracht. Daarmee wordt hij tevens beschouwd als de eerste industriële fotograaf in Nederland. Hij maakte groot formaat glasnegatieven en bereikte met het bewerkelijke procedé en het grote moeilijk hanteerbare materiaal van die tijd een hoge kwaliteit. Zijn foto's vallen op door de sterke compositie, als geleerd tijdens zijn opleiding als kunstschilder.
Van 1872 tot 1880 was Oosterhuis penningmeester van de Amsterdamsche Photographen Vereeniging, die tevens uitgever was van het Tijdschrift voor Photographie. Naar aanleiding van de Internationale tentoonstelling der Amsterdamsche Photographen Vereeniging kreeg Oosterhuis in 1877 de Gouden Medaille van de stad Amsterdam toegekend. Hij overleed in 1885, waarna zijn zoon Gustaaf de fotografiefirma voortzette.
Werken van Oosterhuis bevinden zich in diverse grote Nederlandse musea, waaronder het Rijksmuseum, het Scheepvaartmuseum en het Tropenmuseum te Amsterdam, en het Teylers Museum in Haarlem. In Amsterdam is een straat naar hem vernoemd.

## Amsterdam, stadsgezichten

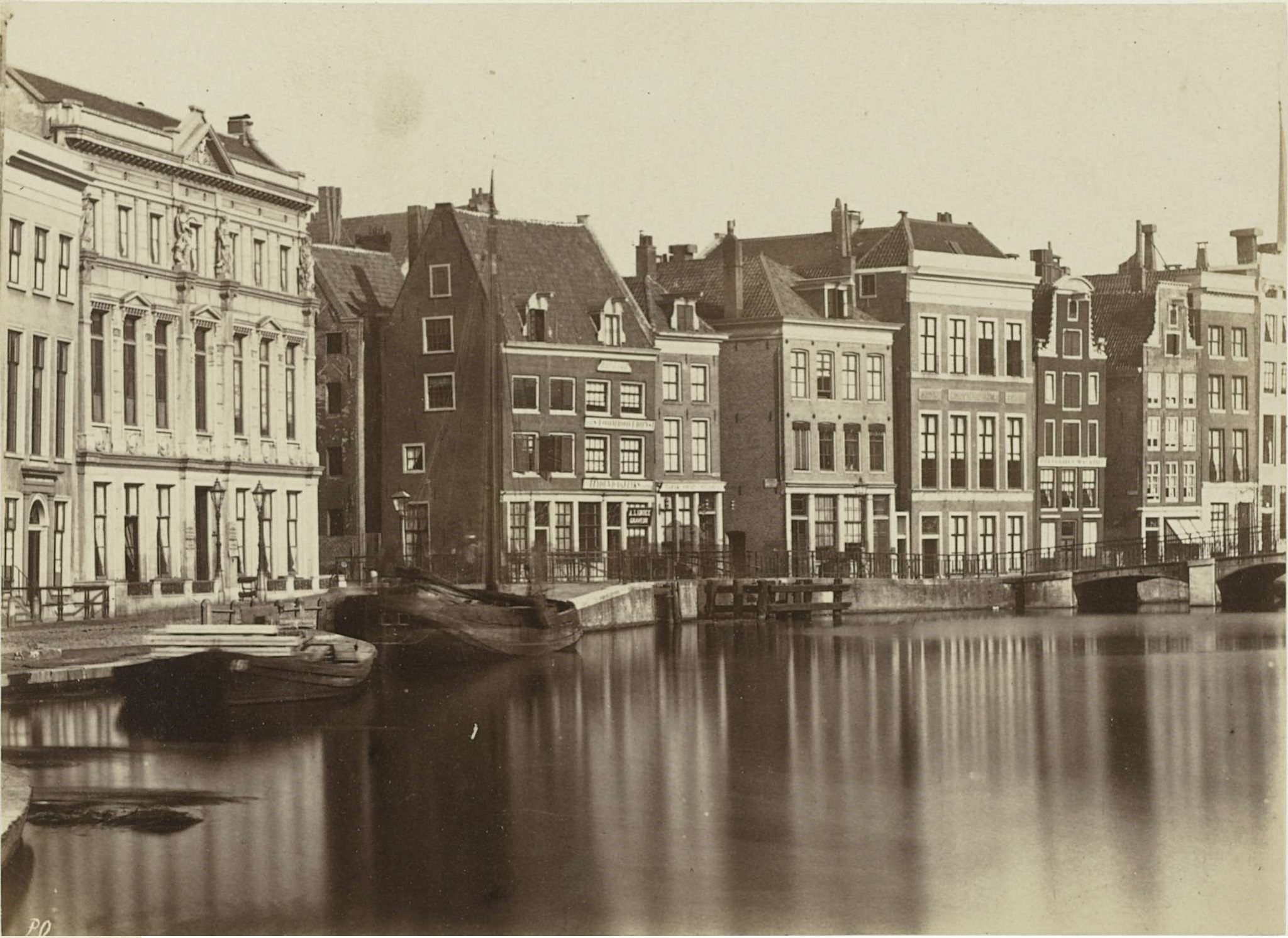
Arti et Amicitiae, Rokin, ca. 1860
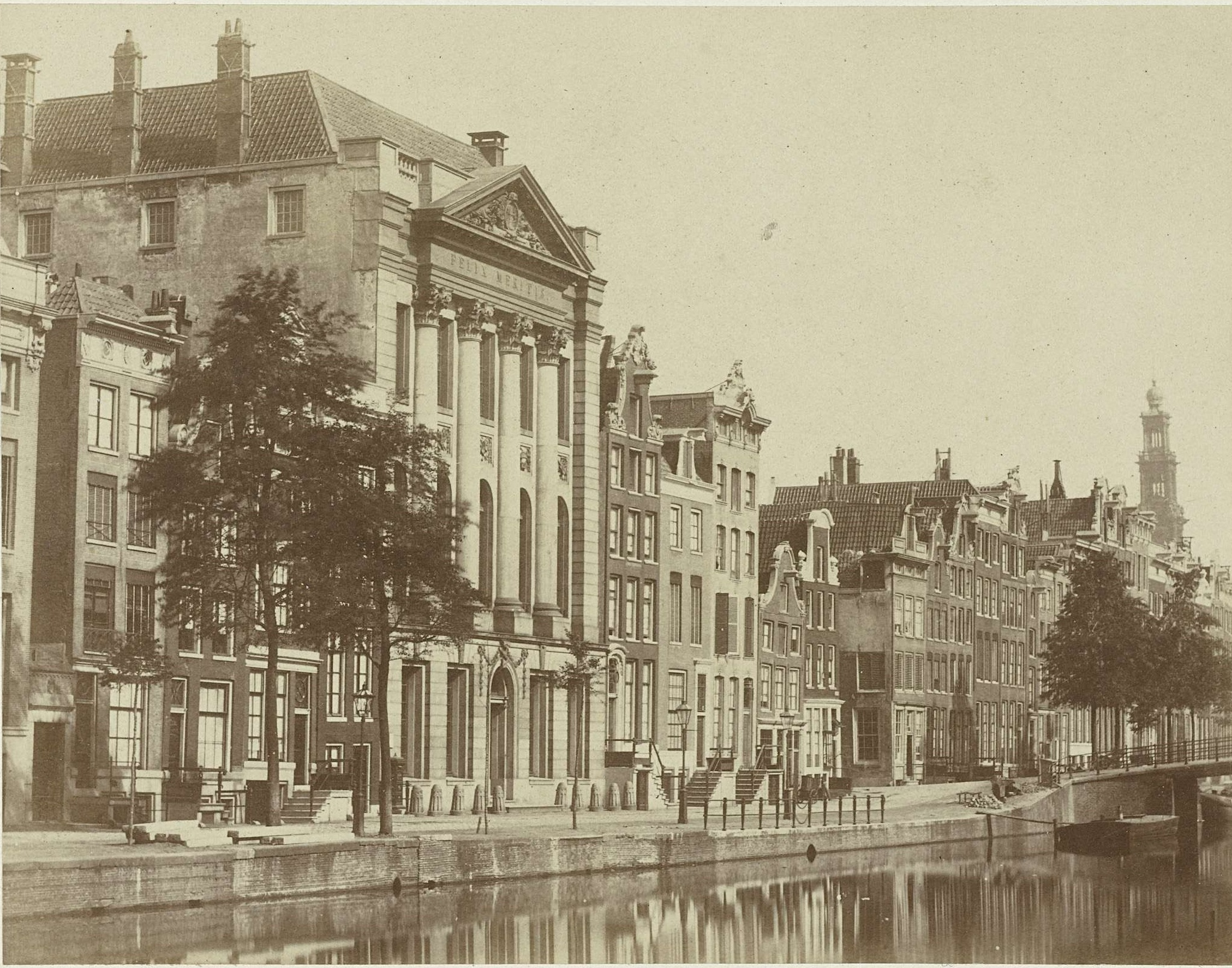
Keizersgracht, ca. 1860
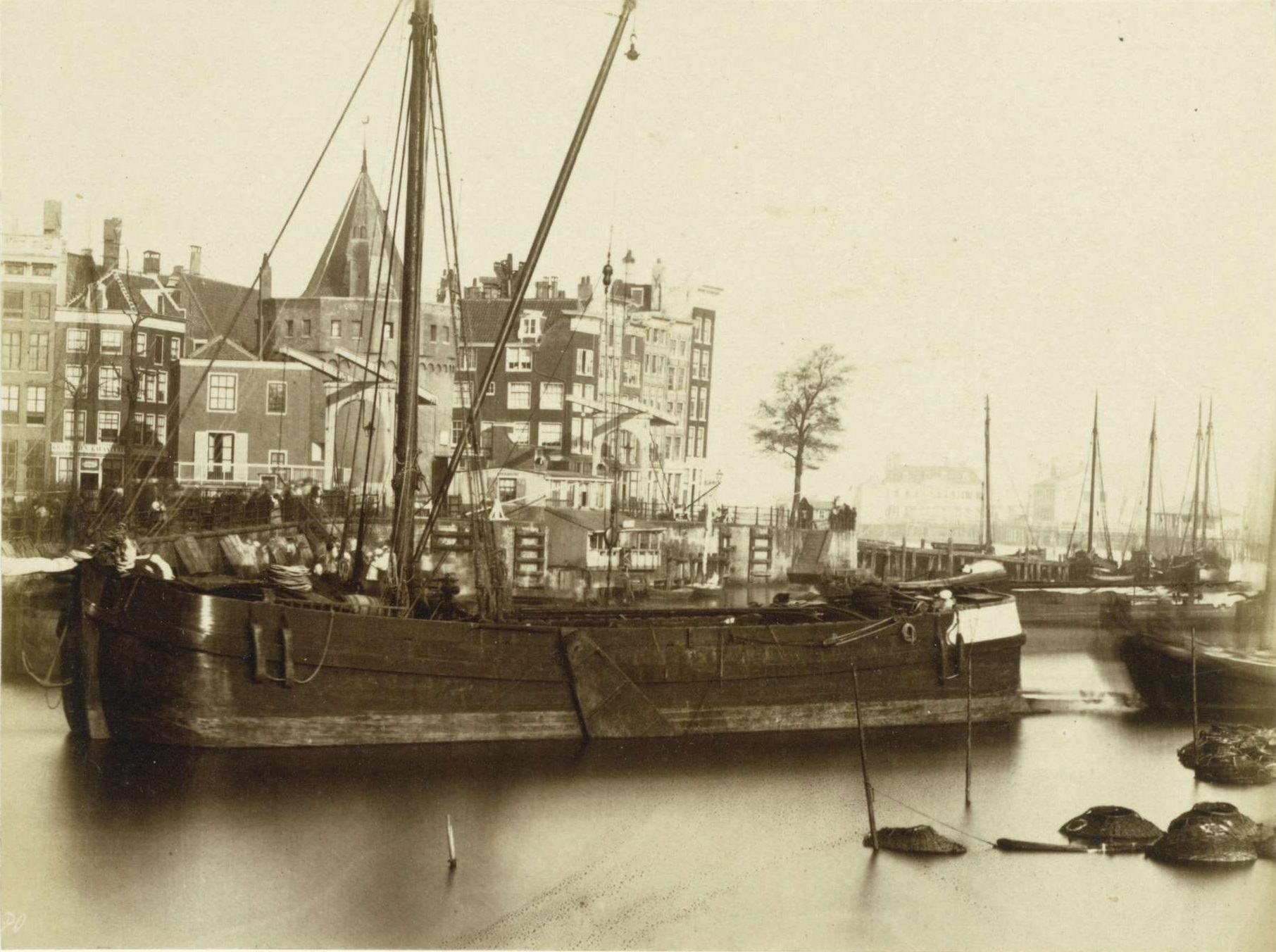
Open havenfront, ca. 1860
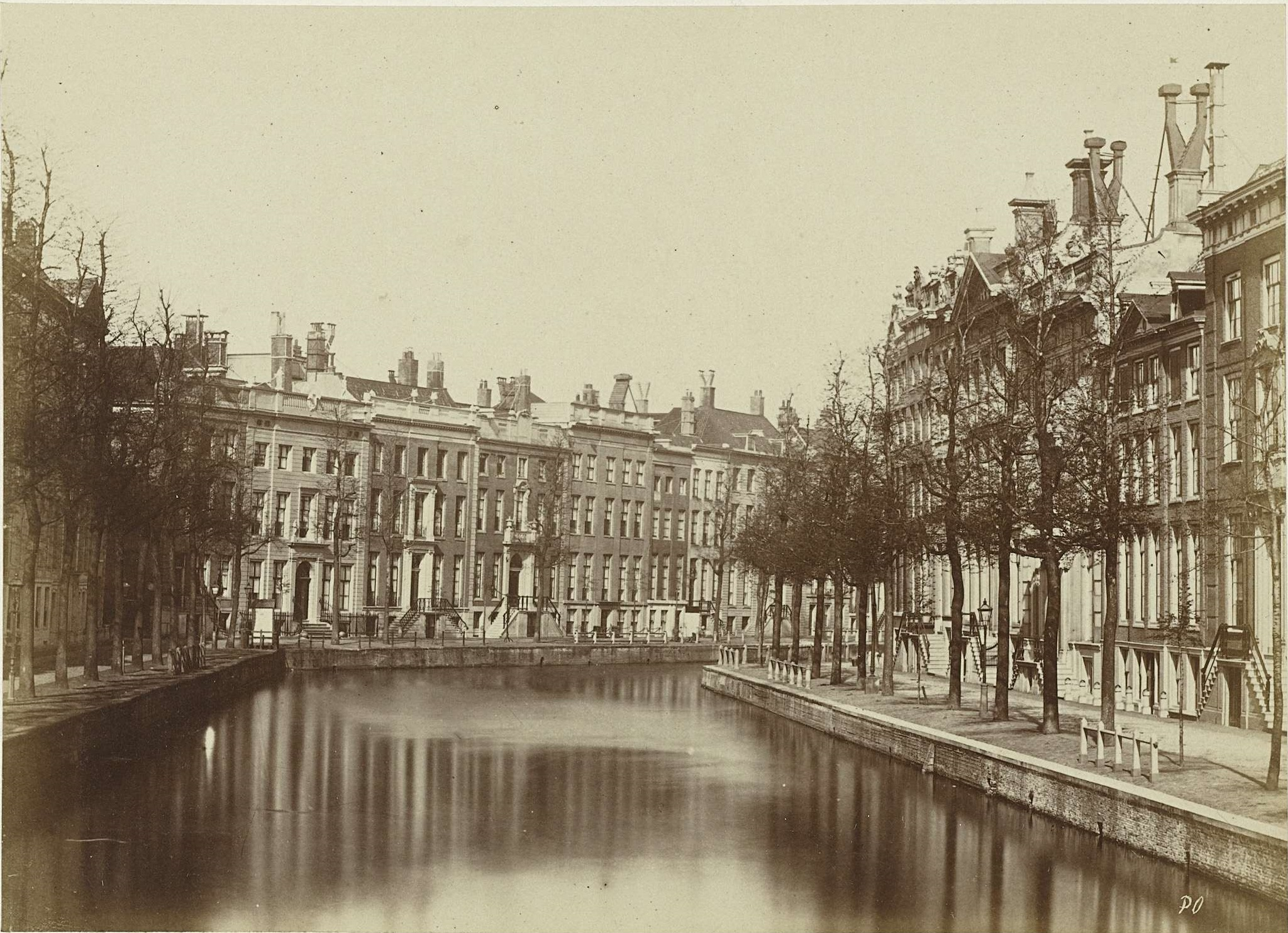
Gezicht op de Gouden Bocht in de Herengracht, ca. 1860
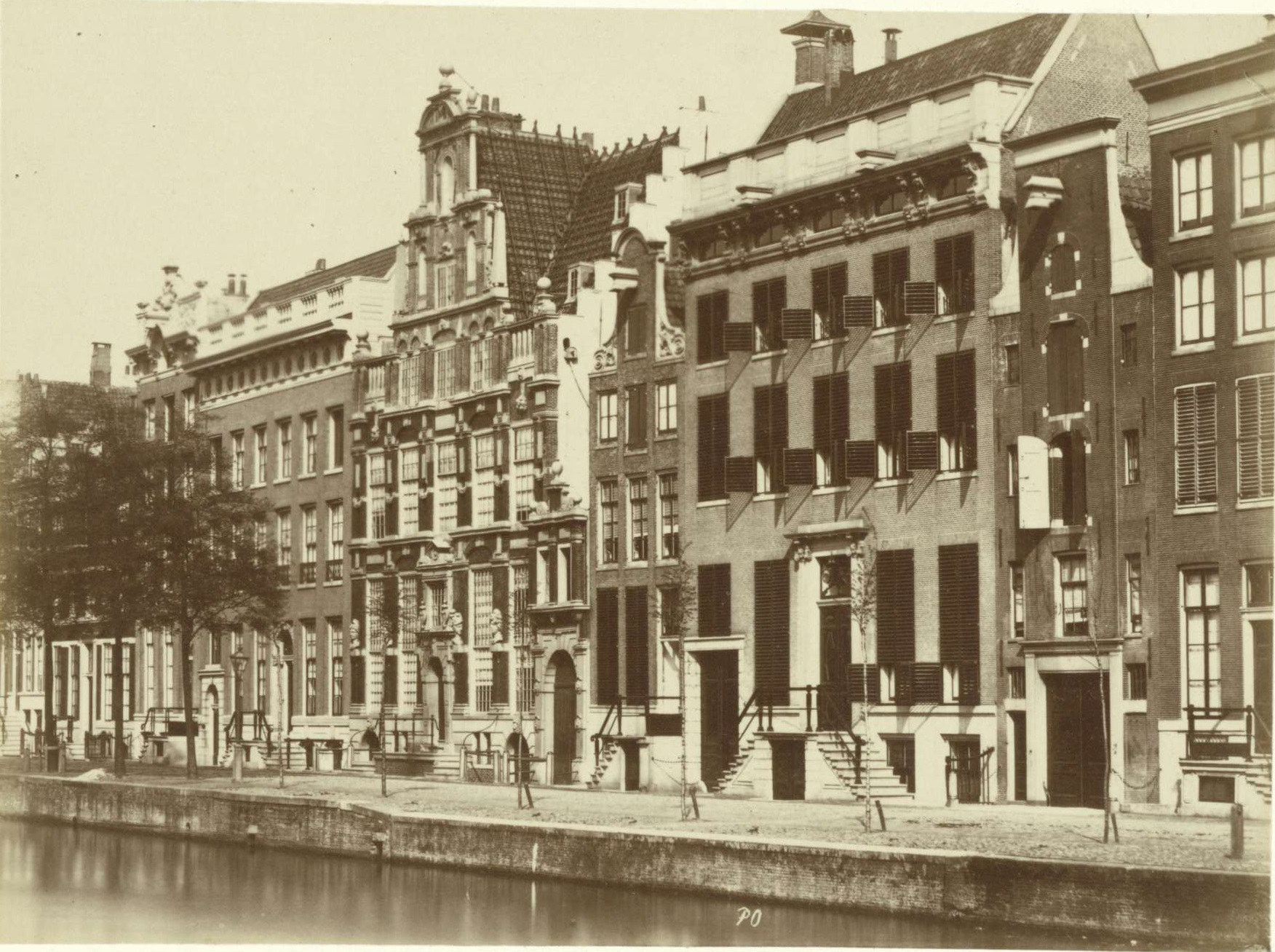
Huis met de Hoofden, Keizersgracht, ca. 1860
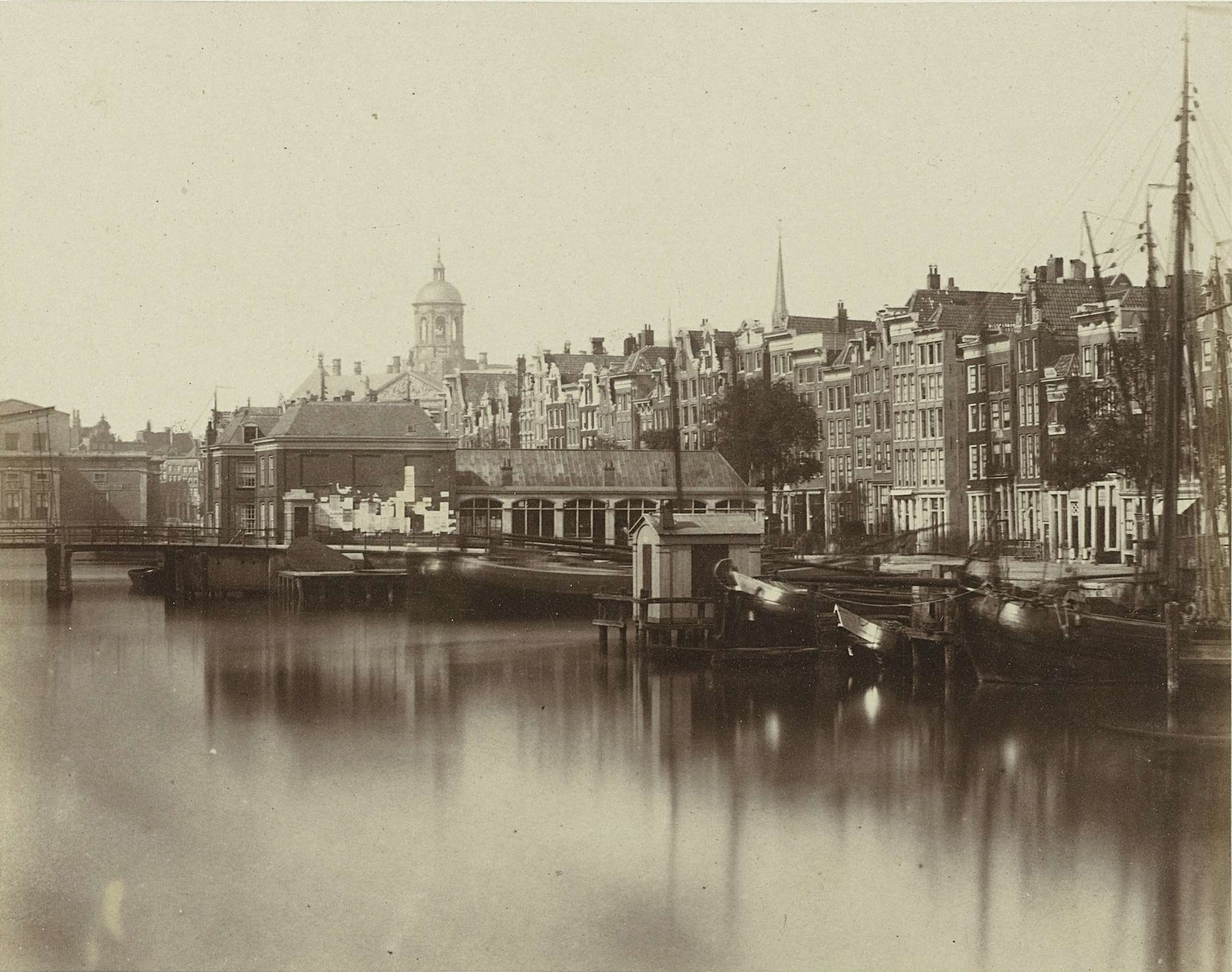
Damrak met Korenbeurs, ca. 1860
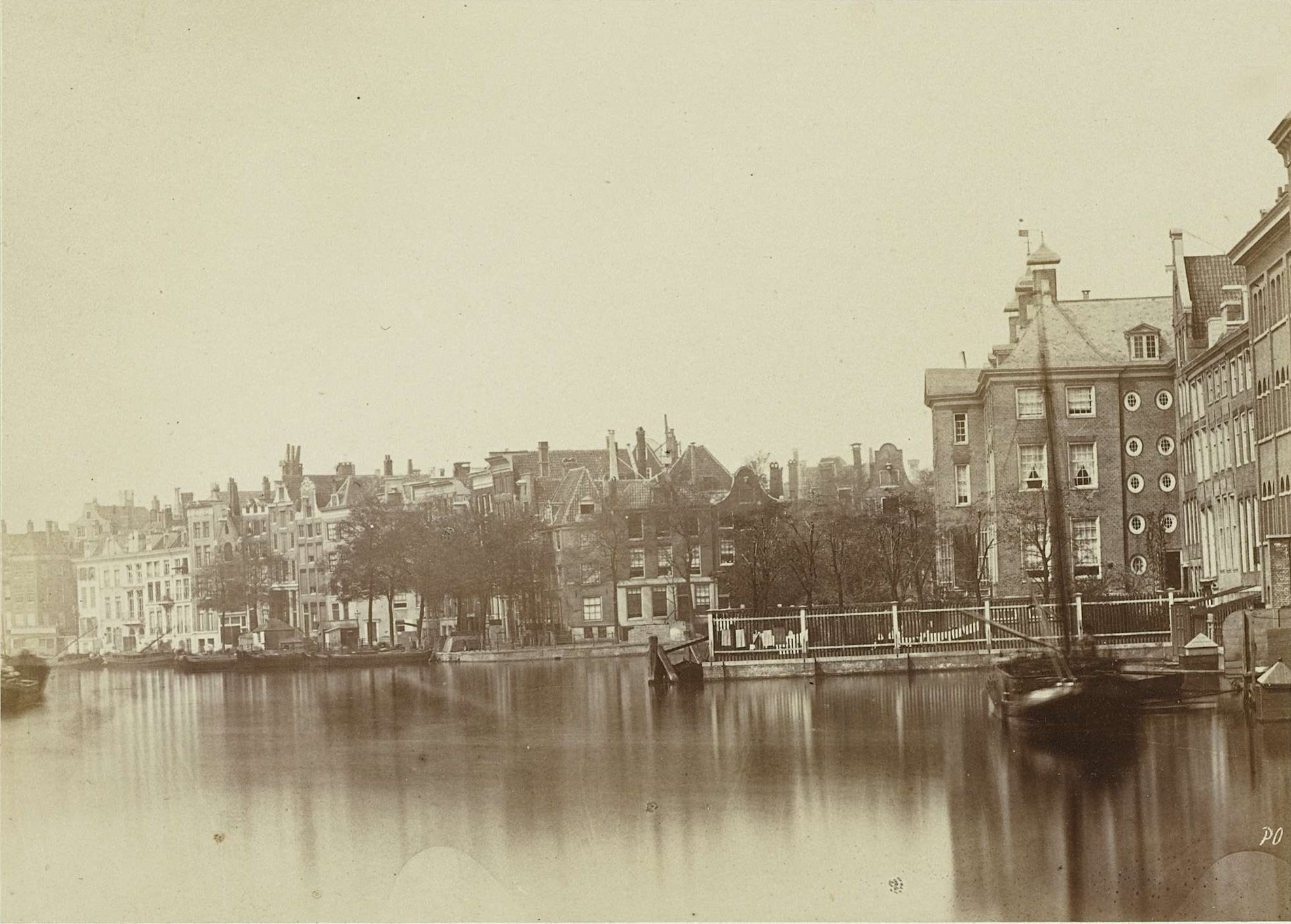
Amstel, ca. 1860
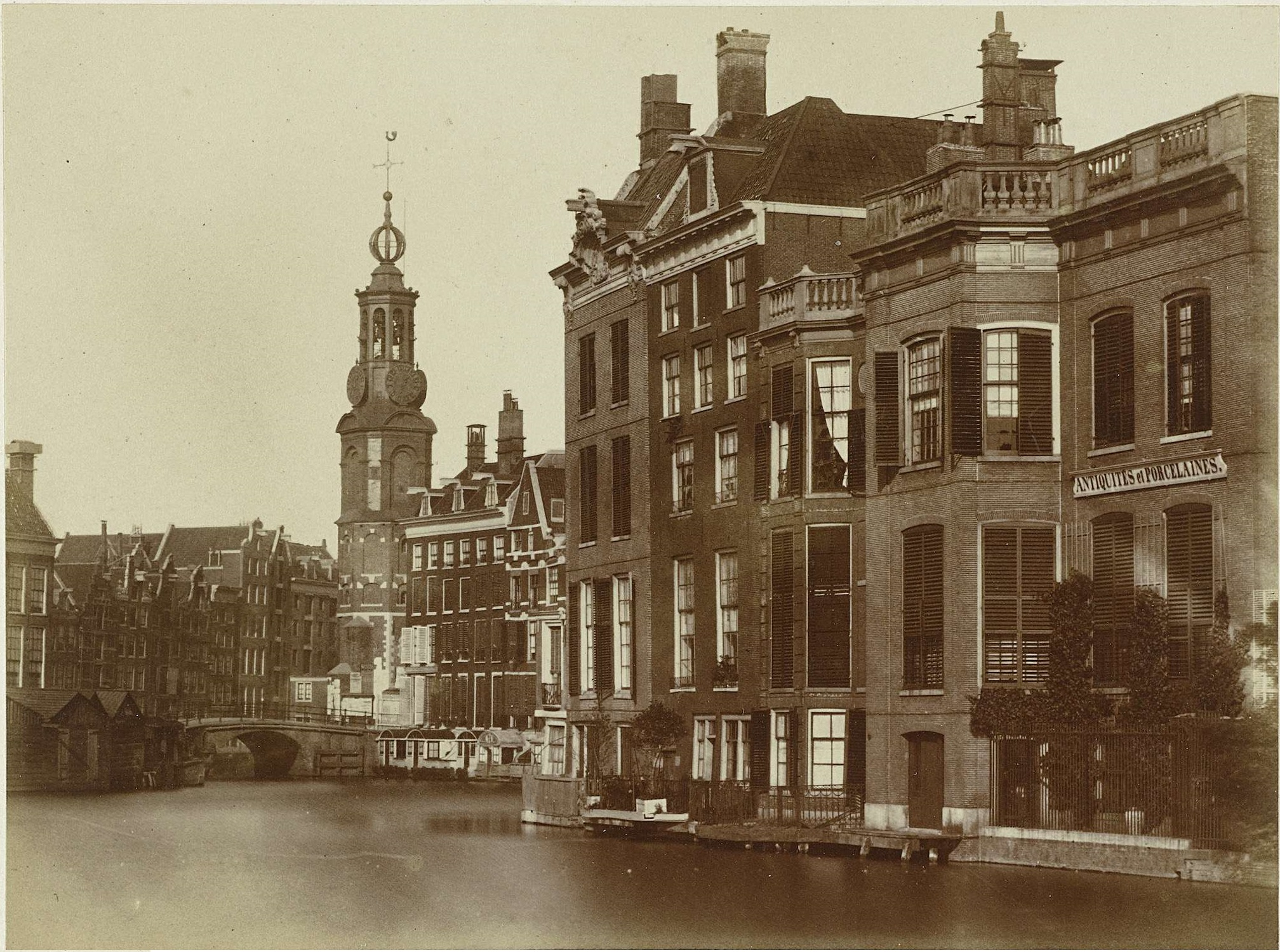
Munttoren vanaf Rokin, ca. 1860
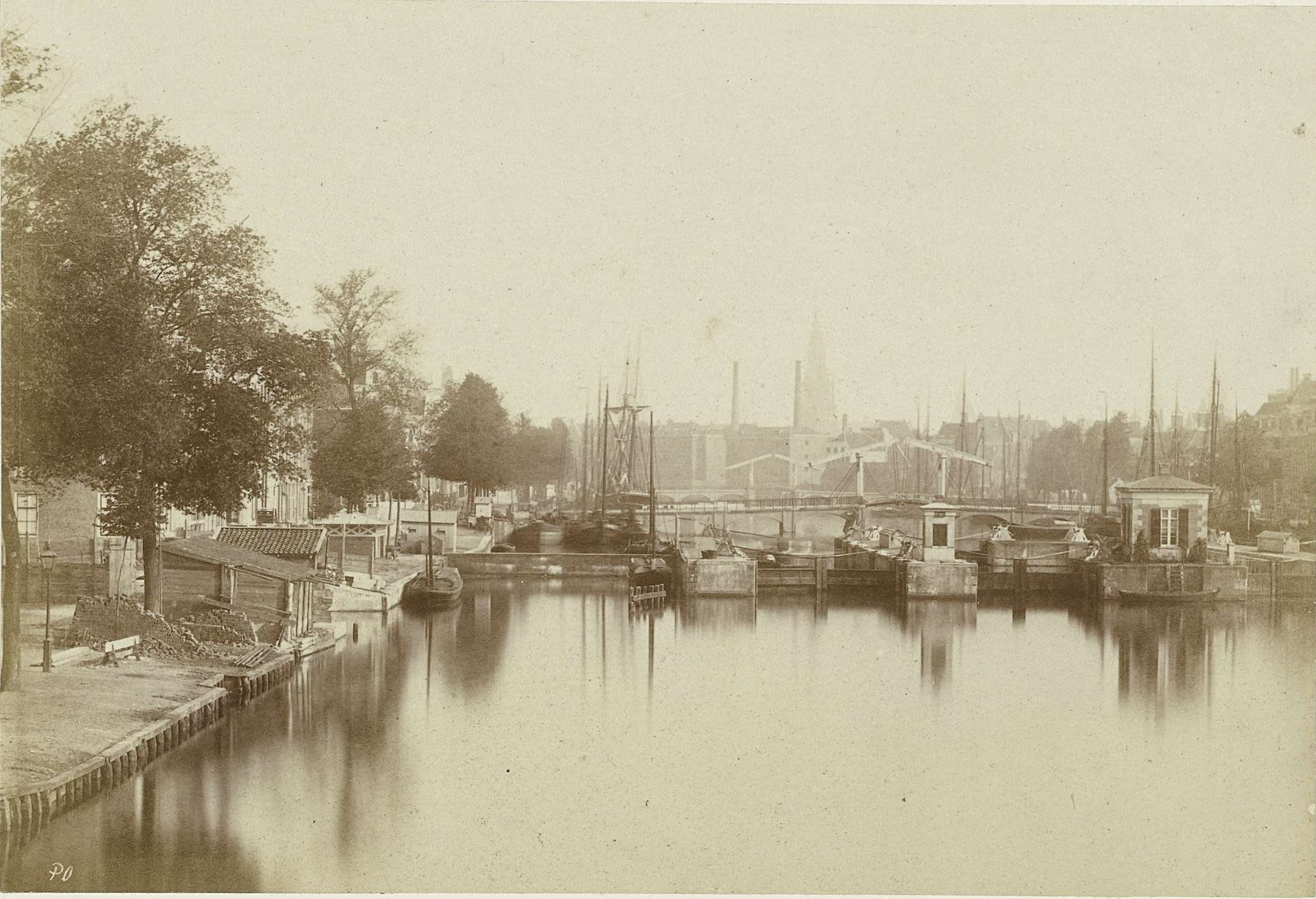
Sluizen in de Amstel, ca. 1860
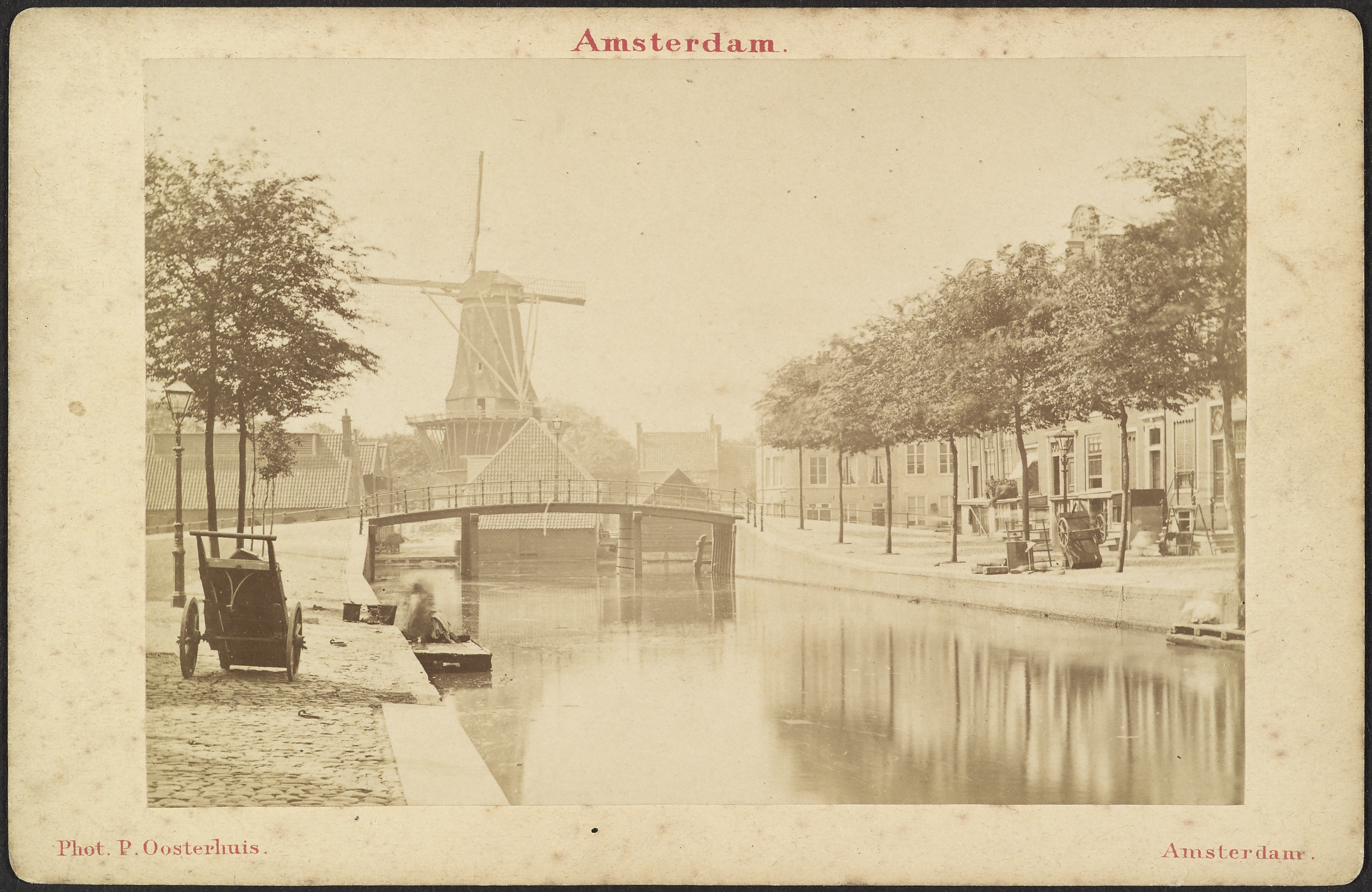
Molen De Spiering vanaf Spiegelgracht, 1872
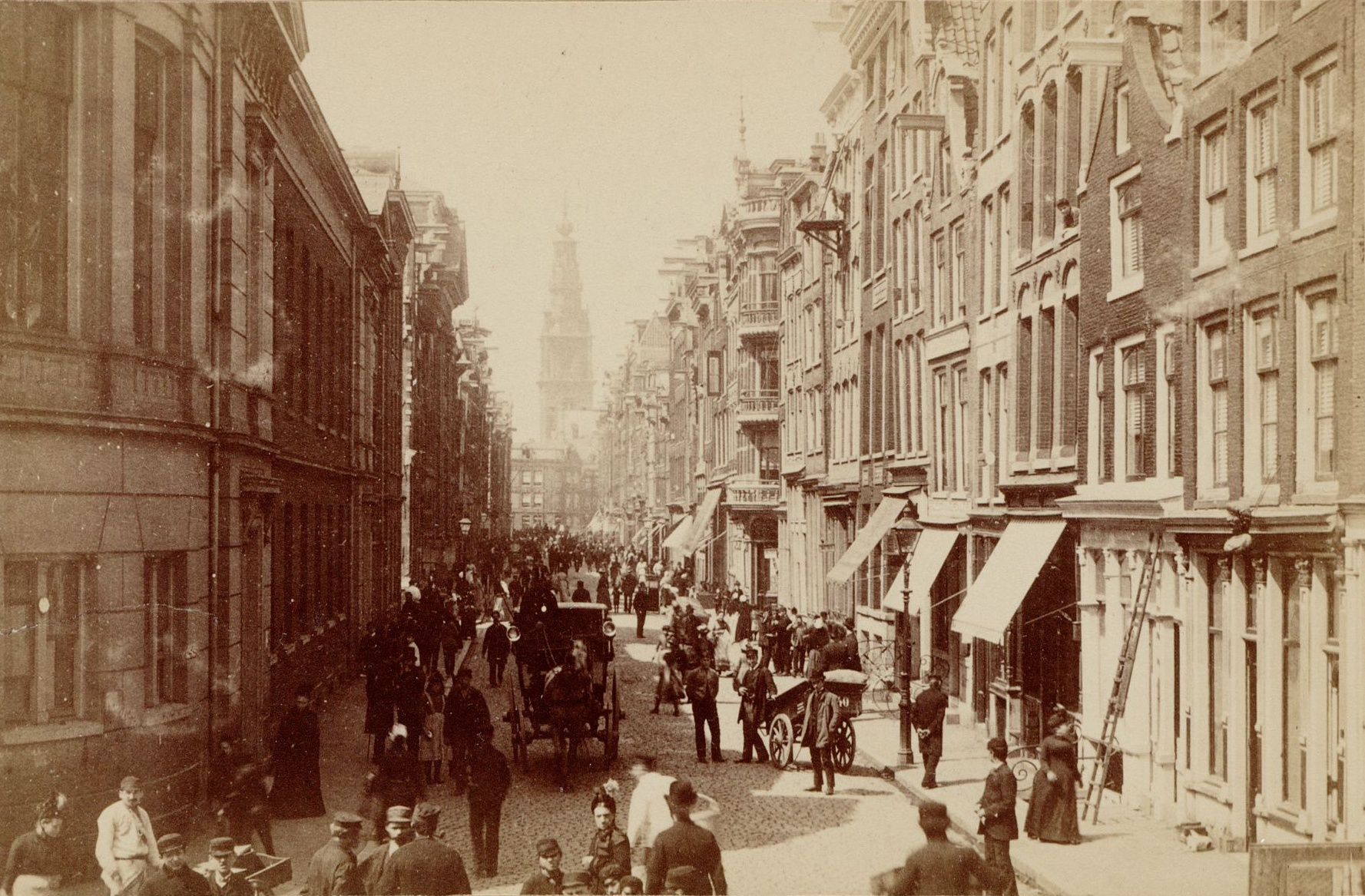
Jodenbreestraat, 1884
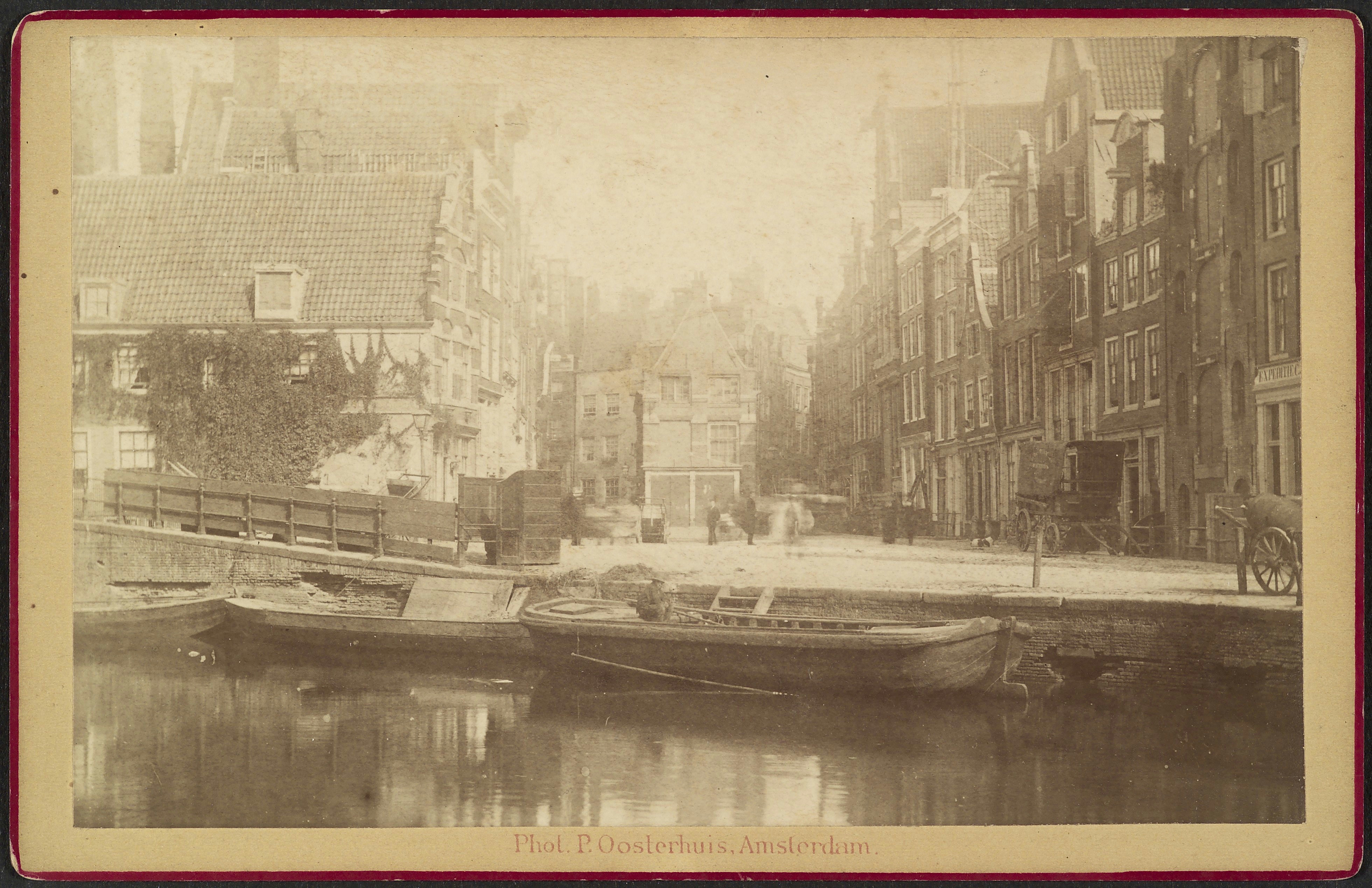
Nieuwezijds Kolk met Korenmetershuisje